# Asier Mendizabal
Asier Mendizabal (Ordizia, Guipúscoa, 1973) és un artista basc.
Va estudiar a la Facultat de Belles Arts de la Universitat del País Basc (Bilbao). Entre els anys 1998 i 2000 va obtenir una beca de residència a De Ateliers, a Amsterdam. Des de llavors ha participat a nombroses mostres, entre les quals destaquen la seva exposició individual al MACBA l'any 2008 i la participació a Chacun à son goût (Museu Guggenheim de Bilbao), Beste bat! (Sala Rekalde, Bilbao), Cine y casi cine (Museu Nacional Centre d'Art Reina Sofia, Madrid) i Great Theatre of the World (Biennal de Taipei).